# Cmentarz żydowski w Bolszewie
Cmentarz żydowski w Bolszewie – powstały w XVIII wieku cmentarz żydowski, znajdujący się w Wejherowie w miejscu zwanym Żydowską Górką. Zniszczony w czasie II wojny światowej, obecnie nieczynny.

## Historia
Pierwsza wzmianka o cmentarzu pojawiła się w 1776, w pismach wizytatorów królewskich. Służył on wtedy do chowania zmarłych z gminy żydowskiej w Bolszewie i z okolicznych miejscowości. Po pierwszym rozbiorze Polski jego właściciel, Żyd Jacobi, sprzedał go Waleniuszowi, który z nieznanych przyczyn utracił zakupiony majątek. W 1827 ludność żydowska Wejherowa, nie mogąca uzyskać zgody na budowę kirkutu, postanowiła odkupić to miejsce pochówków. Jego formalnym właścicielem aż do 1892 była rodzina Fuftenbergów, kiedy to został on przekazany wejherowskiej gminie żydowskiej. XIX wiek był wiekiem świetności cmentarza, miał on kształt nieregularnego czworokąta, powierzchnię 3414 metrów kwadratowych, z czego przestrzeń grzebalna zajmowała obszar 2409 metrów kwadratowych. Do wejścia prowadziła aleja świerkowa, zaś same groby znajdowały się w układzie rzędowym, w osi północ–południe. W tym okresie chowano tam zmarłych również z Sopotu i Gdyni. Po 1892 powstała również kaplica. W latach 1916–1920 pochowano na nim siedmiu jeńców rosyjskich wyznania mojżeszowego i zmarłych w mieście. W 1937 przeprowadzono jego kapitalny remont, w ramach którego wybudowano otaczający go niewielki ceglany murek. W maju 1939 odbył się najprawdopodobniej ostatni pochówek. W czasie II wojny światowej doszczętnie zniszczony (we wrześniu 1939 był on punktem obronnym), po wojnie jego elementy były wykorzystywane przez okoliczną ludność. W 1953 miejscowe władze wydały oficjalną decyzję o zamknięciu cmentarza. 

## Stan obecny
Do dzisiejszych czasów zachowały się jedynie pojedyncze fragmenty nagrobków. W 2011 część płyt z cmentarza odkryto w ogrodzeniu Szkoły Podstawowej nr 29 w Gdyni, natomiast w 2020 w jego okolicy znaleziono destrukt piaskowcowej steli. Od 2005 jego pozostałościami zajmują się uczniowie szkoły podstawowej (do 2019 również gimnazjum) w Bolszewie (m.in. zebrali oni dokumentację cmentarza oraz oznaczyli lokalizacje grobów), a od 2011 również więźniowie miejscowego Zakładu Karnego.